# Gmina Bebrina
Gmina Bebrina (chorw. Općina Bebrina) – gmina w Chorwacji, w żupanii brodzko-posawskiej.

## Miejscowości i liczba mieszkańców (2011)
- Banovci – 357
- Bebrina – 494
- Dubočac – 202
- Kaniža – 808
- Stupnički Kuti – 384
- Šumeće – 580
- Zbjeg – 427